# 김경수 (정치인)
김경수(金慶洙, 1967년 12월 1일~)는 대한민국의 정치인이다. 서울대학교 재학 시절 학생운동가로 활동했고 이후 정계에 입문해 참여정부 연설기획비서관과 제20대 국회의원 그리고 제37대 경상남도지사를 역임하였다. 경상남도 고성 출생이며, 본관은 김해이다.

## 생애
1966년 12월 경상남도 고성군 개천면 용안리에서 4남 1녀 중 장남이자 장손으로 태어났다. 초등학교 6학년 때 진주로 이사하여 진주시에서 진주천전국민학교, 진주남중학교, 진주동명고등학교를 다녔다. 재수 후 서울대학교 인류학과 재학 중 학생운동에 참여 국가보안법 이적표현물 반포로 징역 2년 등을 선고받아 수형 생활을 하였으나 노태우 대통령에 의해 특별 복권되고 민주화 유공자로 인정되었다. 대학에서 만난 전라남도 신안군 출신의 동성동본 후배인 김정순과 1996년 결혼하여 슬하에 2남이 있다.
노무현 정부 시절 청와대 비서관을 역임했다. 노무현의 '마지막 비서관'으로 알려져 있고, 문재인 대통령의 최측근으로 알려져 있다.
2012년 김해시 을에 출마했으나, 김태호에게 밀려 낙선했다. 2014년 지방선거에는 경상남도지사에 출마했으나, 홍준표에게 패했다.
2016년 더불어민주당 소속으로 김해시 을에 출마하여 제20대 국회의원을 지내다가, 지방선거 출마를 위해 사임했다. 2018년 지방선거에서 더불어민주당 경상남도지사 후보로 출마하여 김태호를 꺾고 당선되었다.
2016년 11월부터 더불어민주당 대선 후보였던 문재인 대통령의 당선을 위해 드루킹 등 더불어민주당 권리당원과 모의해 자동화 프로그램 '킹크랩'을 이용해 여론을 조작한 혐의를 받았으며, 이는 결국 사실로 드러났다.
2018년 12월 28일 더불어민주당원 댓글 조작 사건으로 특검이 김경수에 대해 징역 5년을 구형하였다. 2019년 1월 30일 이뤄진 1심 공판에서 서울지법은 김경수가 드루킹 일당의 댓글 조작에 가담했다고 판단함에 따라 김경수에게 징역 2년의 실형을 선고하였다. 이로써 김경수는 도지사 직무 정지 상태가 되었으며, 박성호 행정부지사가 도지사 직을 대행한다. 이후 4월 17일 보석되었다. 재판부는 보증금 2억 원을 법원에 납입하도록 했으며, 거주지를 창원시 안으로 제한하였다. 또한 드루킹 및 경공모 등 재판관계인과의 접촉을 금지했다.
2021년 7월 21일 대법원 최종 판결에서 더불어민주당원 댓글 조작 사건의 컴퓨터업무방해죄 혐의로 징역 2년의 선고가 확정되어 경상남도지사직을 상실했고, 이에 따라 피선거권도 박탈됐다. 이 사건으로 더불어민주당에서 출당 조치되었다.
2022년 12월 27일에 사면되었으나, 피선거권은 복권되지 못했다.
2023년 8월에 런던정치경제대학교의 방문교수 자격으로 유학하기로 했고, 영국으로 건너갔다.
2024년 8월 15일 8·15 광복절 특별 사면으로 피선거권 제한이 풀렸다.
2025년 2월 7일 더불어민주당의 승인을 받으며 복당했다.

## 학력
- 고성국민학교 재학
- 천전국민학교 졸업
- 진주남중학교 졸업
- 진주동명고등학교 졸업 (1982~1985년)
- 서울대학교 사회과학대학 인류학 학사 (86학번)
- 트리니티 칼리지 더블린 사학 석사 (1994년)

## 경력
- 1994년 8월: 신계륜·유선호·임채정 국회의원 보좌관
- 2001년 9월~2002년 1월: 대통령비서실 민정수석실 보좌관
- 2002년 3월~2003년 4월: 새천년민주당 당무위원 겸 행정위원
- 2002년 7월~2002년 12월: 제16대 대통령 선거 새천년민주당 노무현 대통령 후보 선거대책위원회 전략기획팀 부국장
- 2002년 12월~2003년 2월: 제16대 대통령 선거 노무현 대통령 당선자 비서실 기획팀
- 2003년 3월: 대통령비서실 국정상황국 행정관, 제1부속국 행정관
- 2006년 3월: 열린우리당 당무위원 겸 상임위원
- 2007년 4월: 대통령비서실 연설기획비서관
- 2008년 2월: 대통령비서실 공보담당비서관
- 2008년 2월~2009년 5월: 행정안전부 전직대통령비서관
- 2009년 9월: 봉하재단 사무국장
- 2011년 11월: 사람사는세상 노무현재단 봉하사업본부장
- 2012년 1월~2013년 5월: 민주통합당 경상남도당 김해시 을 지역위원회 위원장
- 2012년 6월~2012년 12월: 제18대 대통령 선거 민주통합당 문재인 대통령 후보 선거대책위원회 공보특보, 수행팀장
- 2013년: 민주당 정책위원회 부의장
- 2013년 5월~2014년 3월: 민주당 경상남도당 김해시 을 지역위원회 위원장
- 2014년 7월~2015년 12월: 새정치민주연합 경상남도당 김해시 을 지역위원회 위원장
- 2015년 1월~2016년 8월: 새정치민주연합→더불어민주당 경상남도당 위원장
- 2015년 12월~2018년 5월: 더불어민주당 경상남도당 김해시 을 지역위원회 위원장
- 2016년 1월: 더불어민주당 뉴파티위원회 위원
- 2016년 4월 13일: 대한민국 제20대 국회의원 선거 당선(경남 김해시 을, 더불어민주당, 초선)
- 2016년 5월~2018년 5월: 제20대 국회의원(경남 김해시 을, 더불어민주당, 초선)
  - 2016년 6월~2017년 7월: 제20대 국회 전반기 산업통상자원위원회 위원
  - 2017년 6월~2018년 5월: 제20대 국회 전반기 운영위원회 위원
  - 2017년 7월~2018년 5월: 제20대 국회 전반기 산업통상자원중소벤처기업위원회 위원
- 2017년 5월~2017년 7월: 국정기획자문위원회 기획분과 위원
- 2017년 6월~2018년 5월: 더불어민주당 원내부대표 (협치)
- 2018년 6월 13일: 제7회 전국동시지방선거 당선(민선 7기, 경상남도지사, 더불어민주당, 초선)
- 2018년 7월~2021년 7월: 제37대 경상남도지사(민선 7기, 더불어민주당, 초선)
- 2018년 7월~2021년 7월: 경남 FC 구단주
- 2019년 1월~2019년 4월: 경상남도지사 직무정지
- 2019년 4월~2021년 7월: 경상남도지사 복직
- 2020년 8월~2021년 7월: 제14대 전국시도지사협의회 부회장
- 2020년~2021년: 제1대 영남권 미래발전협의회 간사
- 2021년~2021년: 제2대 영남권 미래발전협의회 회장
- 2023년: 영국 런던 정치경제대학교 객원교수
- 2024년: 독일 프리드리히 에베르트 재단 초청 연구원
- 2025년 4월: 제21대 대통령 선거 더불어민주당 경선 후보(최종 3위)
- 2025년 6월~: 대통령직속 지방시대위원회 위원장(장관급)

## 병역
대학시절 농활 갔다가 기계에 왼손 검지가 찍히면서 접합수술을 했지만 손가락 가운데 관절이 굽는 근위지절강직으로 제2국민역 판정을 받았다.

## 범죄사실

### 폭력 행위
폭력 행위 등 처벌에 관한 법률을 위반해 1988년 8월 30일 서울남부지방법원 징역 8개월에 집행유예 1년을 선고받았다가, 1988년 12월 21일 특별 사면되었다.

### 이적 표현물 제작 및 배포
1989년 11월 13일 서울특별시경찰국은 <북한바로알기> 자료집을 제작하여 서울대학교 교내에서 판매한 서울대학교 인류학과 4학년 김경수를 국가보안법위반(이적표현물 제작배포)으로 구속하였다. 김경수는 북한 사회주의 경제 건설 과정 등을 내용으로 한 <북한바로알기> 자료집을 5백부를 제작하여 1989년 10월 23일부터 서울대학교 교내에서 1부당 5백원씩 450부를 판매하였다.
1990년 3월 20일 서울중앙지방법원은 국가보안법위반(기타) 혐의로 김경수에게 징역 1년, 집행유예 2년, 자격정지 1년을 선고하였다.

### 민족해방활동가 조직 결성
1991년 9월 9일 경찰청 보안국은 이적단체 「민족해방활동가」의 핵심 조직원으로 활동한 혐의(국가보안법위반)로 김경수의 구속영장을 신청하였다.
「민족해방활동가」 조직은 1988년 2월 김일성 주체사상에 따른 민족해방민중민주주의(NLPD) 혁명론을 추종하고 사회주의 국가 건설을 지향하면서 조직되었으며, 이들은 일정한 장소에 모여 「김일성 신년사」, 「항일무장투쟁사」 등을 학습해왔다. 또한 60여차례의 각종 시위를 주도하였으며, 「전진하는 동지」 등 유인물 40여종을 제작 및 배포하였다.
1992년 5월 29일 서울중앙지방법원은 국가보안법위반(기타) 혐의로 김경수에게 징역 1년, 집행유예 2년, 자격정지 1년을 선고하였다.

### 컴퓨터 등 장애 업무 방해
바둑이라는 암호로 불리는 김경수는 킹크랩이라 불리는 김동원과 함께 공모해 2016년 12월부터 2018년 4월까지 네이버, 다음, 네이트 등 각종 포털 사이트의 기사 7만 6000여개에 달린 댓글 118만 8000여개에 총 8840만여 회의 공감·비공감 클릭 신호를 보내 댓글 순위 산정 업무를 방해했다. 김경수는 항소와 상고를 하였으나 2021년 7월 21일 대법원 판결을 통해 징역 2년 형이 확정되었다.
2022년 12월 27일, 2022년 12월 28일자로 잔형 집행면제 특별사면되었다.

## 논란

### 더불어민주당원 댓글 조작 사건
인터넷 포털 사이트에서 추천수를 조작한 혐의로 더불어민주당 당원 3명이 2018년 4월 구속되었다. 경찰이 더불어민주당원 김동원(필명: 드루킹) 등 3명을 긴급체포한 건 2018년 3월 압수수색 당시 이들의 집요한 증거인멸 시도 때문이었다. 범인들은 이동식 저장장치인 USB를 변기에 빠트리는 등 디지털 기록들을 황급히 지우려 했다. 경찰이 압수수색을 통해 확보한 디지털증거자료 분석과정에서 김경수 의원을 포착했다. 경찰은 범인의 스마트폰에서 보안 메신저인 텔레그램을 통해 더불어민주당 김경수 의원과 수백건의 메시지를 주고받은 사실을 확인했다.
이에 대해 김경수는 사실이 알려진 2018년 4월 14일 오후 9시 30분 국회 정론관에서 기자회견을 하면서 자신에 관한 보도를 해명했다. 김경수는 총선이 열린 2016년부터 인터넷 댓글 조작범 김동원(필명: 드루킹)을 만나 범인이 운영하는 파주의 느릅나무 출판사 사무실을 방문하였다고 주장했다. 김경수는 댓글조작 사건의 범인 김동원(드루킹)에게서 일본 오사카 총영사를 청탁받아 청와대에 추천한 것은 사실이지만, 청와대에서 어렵다는 연락을 받아 이를 전해줬다고 해명했다. 청와대는 "댓글을 조작한 김동원(드루킹)이 주(駐)오사카 총영사로 김경수 의원에게 추천한 인사를 2018년 2월에 청와대 연풍문 2층에서 1시간가량 직접 만났으나 적합하지 않다고 판단했다."고 해명했다.
2018년 4월 19일 서울지방경찰청에 따르면 김경수는 2016년 11월부터 2018년 3월 사이에 텔레그램을 통해 김동원(드루킹)에게 메시지 총 14건을 보냈다. 메시지 14건 중 10건이 기사 주소였다. 김경수가 김동원(드루킹)에게 보낸 기사는 '문재인 인터뷰', '반기문 봉하行에 친노 불편한 시선', '문재인이 여성 표심에 올인한다' 등 모두 직·간접적으로 문재인 대통령과 더불어민주당 지지에 관련된 것이었다. 김경수가 댓글을 조작한 김동원(드루킹)에게 보낸 네이버 기사의 댓글 중에서 비정상적인 SNS계정이 발견되기도 했다. 트위터로 로그인해 댓글을 단 계정 중 SNS 친구가 사실상 없는 상태로 대선 직전인 2017년 4월 26일부터 5월 8일까지 네이버에 댓글만 단 계정이었다. 댓글 내용은 대부분 문재인 지지 내용이었다. 김경수가 특정 기사 링크를 알려주는 적극적인 행위로 나아간 것이라는 점에서 공모 또는 지시·보고 여부나 의견 교환 등을 확인할 주요 수사 단서이기도 하다.
2018년 8월 2일 특검은 김경수 경남도지사의 집무실 및 관사 등을 압수수색하였다. 여당은 여론몰이를 한다며 반발한 반면, 야당은 특검의 기한 연장을 주장했다. 8월 6일에는 특검의 조사에 출석하였다. 특검 사무실 건물 9층에 있는 영상녹화실에서 김 지사의 동의하에 영상을 녹화하였다. 김 지사는 특검 조사에 앞서 "특검도 정치적 공방이나 갈등을 확산시키는 정치 특검이 아니라 이 사건의 실체적 진실을 밝히는 진실 특검이 되어 주시기를 바란다"고 하였다.
김 지사는 이재명 경기도지사와 마찬가지로 피고인 신분으로 재판을 받게 되었다. 2018년 12월 12일 김경수 지사는 이재명 경기도지사에 이어 "모든 당직을 내려놓고 백의종군하겠다"고 선언했다. 그러나 윤영석 자유한국당 수석대변인은 "도지사직을 붙들고 백의종군한다는 말은 맞지 않는다", 김정화 바른미래당 대변인은 "유유상종, 징계를 피해 보려는 잔꾀"라고 비판했다. 또한 비노, 비문계인 이재명 경기도지사와 친노, 친문계인 김경수 경남도지사를 대하는 더불어민주당의 태도가 다르다는 지적도 나온다.

### 무허가 가족묘 논란
김경수 후보 일가가 고향인 고성군 내 소유지에 정부의 허가 없이 가족묘를 조성한 것으로 나타났다. 2016년 7월 김 후보의 부친이 별세하자, 김 후보와 김 후보 일가는 이곳에 부친을 안장했다. 하지만 김 후보 일가는 문제의 가족묘를 정부 당국에 허가 받지 않았다. 고성군은 최근 국회에 제출한 자료를 통해 “묘지 설치에 대해 김 후보 측이 고성군의 허가를 받은 바가 없다”고 밝혔다.
장사 등에 관한 법률 제14조 3항은 가족묘지나 문중묘지를 설치하기 위해서는 해당 묘지를 관할하는 시장 등의 허가를 받아야 한다고 명시하고 있다. 이를 위반할 경우, 2년 이하의 징역 또는 2,000만원 이하의 벌금이 부과된다.

## 가족 관계
- 증조부: 김금준( ~1938.10.5)
- 증조모: 영양 천씨(1879.2.6~1950.8.15)
- 조부: 김성규(1907.6.8~1967.4.15)
- 조모: 제주 고씨(1917.9.20~2007.1.1)
- 아버지: 김문삼(1936.8.10~2016.7.7)
- 어머니: 이순자(1945.12.2~)
  - 배우자: 김정순
    - 장남: 김동찬
    - 차남: 김지호

## 역대 선거 결과
|  | 47.80% |

|  | 36.07% |

|  | 62.38% |

|  | 52.81% |

## 소속 정당
| 소속 정당 | 소속 정당      | 소속 기간 | 비고      |
| --------- | -------------- | --------- | --------- |
|           | 민주당         | 1994~1995 | 정계 입문 |
|           | 무소속         | 1995      | 탈당      |
|           | 새정치국민회의 | 1995~2000 | 창당      |
|           | 새천년민주당   | 2000~2001 | 합당      |
|           | 무소속         | 2001~2002 | 탈당      |
|           | 새천년민주당   | 2002~2003 | 복당      |
|           | 무소속         | 2003~2006 | 탈당      |
|           | 열린우리당     | 2006~2007 | 입당      |
|           | 무소속         | 2007~2011 | 탈당      |
|           | 시민통합당     | 2011      | 창당      |
|           | 민주통합당     | 2011~2013 | 합당      |
|           | 민주당         | 2013~2014 | 당명 변경 |
|           | 새정치민주연합 | 2014~2015 | 합당      |
|           | 더불어민주당   | 2015~2021 | 당명 변경 |
|           | 무소속         | 2021~2025 | 당적 상실 |
|           | 더불어민주당   | 2025~현재 | 복당      |

## 같이 보기
- 김해시 을
- 김해시의 국회의원
- 경상남도지사